# بير أنجر

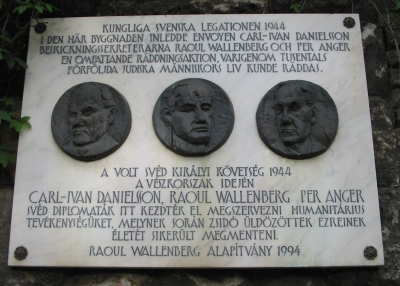
لوحة على موقع السفارة السويدية السابقة في بودابست، تكريما لكارل إيفان دانيلسون وراؤول والنبرغ وبير أنجر.

بير جوهان فالنتين أنجر (7 ديسمبر 1913 - 25 أغسطس 2002) دبلوماسي سويدي. أنجر هو زميل عمل راؤول والنبرغ في المفوضية السويدية في بودابست خلال الحرب العالمية الثانية عندما أُنقذ العديد من اليهود لأنهم حصلوا على جوازات سفر سويدية. بعد الحرب، أمضى الكثير من الوقت في محاولة معرفة مصير ووالنبرغ.

## المهنة مبكرة والحرب العالمية الثانية
ولد أنجر في جوتنبرج ودرس القانون في جامعة ستوكهولم ولاحقا في جامعة أوبسالا. بعد تخرجه في نوفمبر 1939، جُند في الجيش. بعد ذلك بفترة وجيزة، عرضت عليه وزارة الخارجية وظيفة متدرب في المفوضية السويدية في برلين، والتي بدأها في يناير 1940. كُلف أنجر بوزارة التجارة، ولكن بعد أن تلقت المفوضية معلومات حول هجوم نازي وشيك على النرويج والدنمارك، أصبح متورطًا في نقل المعلومات الاستخبارية إلى ستوكهولم. في يونيو 1941، عاد إلى ستوكهولم، حيث عمل على العلاقات التجارية بين السويد والمجر . في نوفمبر 1942، أُرسل إلى بودابست كسكرتير ثان في المفوضية السويدية.
انخرط أنجر في جهود لمساعدة اليهود المجريين بعد أن غزت ألمانيا المجر في 19 مارس 1944. بدأ بفكرة إصدار جوازات سفر مؤقتة وشهادات خاصة سويدية لحماية اليهود من الاعتقال والترحيل. أُصدرت سبعمائة وثيقة من هذه الوثائق في البداية. على الرغم من أن شرعية الوثائق كانت موضع شك، وافقت الحكومة المجرية على الاعتراف بحامليها كمواطنين سويديين. في 9 يوليو ، وصل راؤول والنبرغ إلى بودابست. وسرعان ما وسع مبادرتة الى شركة Anger، حيث أدخل ممرات حماية ملونة ( Schutzpasse ) وخلق "منازل آمنة" في جميع أنحاء المدينة. عمل أنجر و ووالنبرغ معًا، وغالبًا ما كانا يخطفان الأشخاص من عمليات النقل ومسيرات الموت. بعد غزو السوفييت في يناير 1945، القي القبض على كل من أنجر ووالنبرغ. أُطلق سراح أنجر بعد ثلاثة أشهر ، لكن والنبرغ لم يظهر مرة أخرى، وأصبح أحد أشهر الأشخاص المفقودين في القرن العشرين.

## مهنة لاحقة
عمل أنجر بعد الحرب في العديد من المناصب الدبلوماسية في مصر وإثيوبيا وفرنسا والنمسا والولايات المتحدة . أصبح فيما بعد رئيسًا لبرنامج المساعدات الدولية السويدي وعمل سفيراً في أستراليا وكندا وجزر الباهاما. طوال حياته المهنية بعد الحرب، قاد أنجر الجهود لمعرفة ما حدث لـ ووالنبيرغ، حتى أنه التقى شخصياً مع الأمين العام السوفيتي ميخائيل جورباتشوف في الثمانينيات. أقرت الحكومة الروسية أخيرًا في عام 2000 بوفاة والينبرغ وسائقه في الحجز السوفيتي في عام 1947، على الرغم من أن الظروف الدقيقة لموتهما لا تزال غير واضحة.

## الوفاة
توفي أنجر في ستوكهولم بعد إصابته بجلطة دماغية.

## جوائز وتقديرات
- اعترف ياد فاشيم في عام 1982 بأنجر كواحد من الصالحين بين الأمم[7] وفي عام 1995 كُرم بمنحه وسام الاستحقاق من الجمهورية المجرية.
- حصل أنجر في عام 1995 على ميدالية ووالنبيرغ من جامعة ميشيغان تقديراً لشجاعته الاستثنائية والتزامه الإنساني.
- حصل على الجنسية الإسرائيلية الفخرية في عام 2000. وفي عام 2001، منحه المتحف التاريخي السويدي الأمريكي جائزة روح راؤول والنبرغ الإنسانية.
- منح رئيس الوزراء السويدي غوران بيرسون، أنجر، مريور لابوريس، Illis Quorum ميدالية أصحاب الأعمال المستحقة (لأولئك الذين يستحقون أعمالهم) في أبريل 2002 لأفعاله أثناء الحرب وبعدها. هذه هي أعلى جائزة يمكن أن تمنحها حكومة السويد لمواطن سويدي.

## جائزة بير أنجر
أنشأت جائزة Per Anger من قبل الحكومة السويدية لتكريم ذكرى السفير بير أنجر وتمنح للعمل الإنساني والمبادرات باسم الديمقراطية. تُمنح الجائزة للأفراد أو الجماعات الذين تميزوا إما في الماضي أو في الآونة الأخيرة. تدار الجائزة وتمنح من قبل منتدى التاريخ الحي.

## الفائزين بالجائزة
- جينارو فيرولينو 2004
- أرسن ساكالوف 2005
- أليس بيالياتسكي 2006
- يولاندا بيسيرا 2007
- سيباستيان باكاري 2008
- ابراهيم دحان 2009
- إيلينا أورلايفا 2010
- نرجس محمدي 2011
- سابيات ماجوميدوفا  [لغات أخرى]‏ 2012
- جوستين إيجوماه 2013
- ريتا ماهاتو 2014
- إيسلينا ري رودريغيز 2015
- عبدالله الخطيب 2016
- جيجي كاتانا بوكورو 2017
- تيودورا ديل كارمن فاسكيز 2018
- نجوى العليمي 2019
- انتصار الأميال 2020
- سبو زيكود 2021

## روابط خارجية
- المكتبة الافتراضية اليهودية
- جائزة Per Anger
- بير انجر - أبطال الهولوكوست بودابست